# Клівленд-Гайтс (Огайо)
Клівленд-Гайтс (англ. Cleveland Heights) — місто (англ. city) в США, в окрузі Каягога штату Огайо. Населення — 45 312 особи (2020).

## Географія
Клівленд-Гайтс розташований за координатами 41°30′40″ пн. ш. 81°33′42″ зх. д. / 41.51111° пн. ш. 81.56167° зх. д. (41.511075, -81.561766).  За даними Бюро перепису населення США в 2010 році місто мало площу 21,04 км², з яких 21,00 км² — суходіл та 0,05 км² — водойми.

## Демографія
Згідно з переписом 2010 року, у місті мешкала 46 121 особа в 19 957 домогосподарствах у складі 10 834 родин. Густота населення становила 2192 особи/км².  Було 22465 помешкань (1068/км²).
Расовий склад населення:
| - 49,8 % — білих - 42,5 % — чорних або афроамериканців - 4,1 % — азіатів - 0,2 % — корінних американців |

До двох чи більше рас належало 2,8 %. Частка іспаномовних становила 2,0 % від усіх жителів.
За віковим діапазоном населення розподілялося таким чином: 22,3 % — особи молодші 18 років, 64,2 % — особи у віці 18—64 років, 13,5 % — особи у віці 65 років та старші. Медіана віку мешканця становила 35,8 року. На 100 осіб жіночої статі у місті припадало 87,2 чоловіків;  на 100 жінок у віці від 18 років та старших — 83,2 чоловіків також старших 18 років.
Середній дохід на одне домашнє господарство  становив 72 996 доларів США (медіана — 53 014), а середній дохід на одну сім'ю — 93 952 долари (медіана — 74 167). Медіана доходів становила 52 091 долар для чоловіків та 45 874 долари для жінок. За межею бідності перебувало 19,3 % осіб, у тому числі 27,4 % дітей у віці до 18 років та 11,9 % осіб у віці 65 років та старших.
Цивільне працевлаштоване населення становило 21 482 особи. Основні галузі зайнятості: освіта, охорона здоров'я та соціальна допомога — 41,6 %, науковці, спеціалісти, менеджери — 11,5 %, мистецтво, розваги та відпочинок — 9,6 %.